# Hitra cesta H6
Hitra cesta H6 bo povezala Koper in Lucijo v dolžini 13,6 km in predstavlja obvoznico somestja Koper–Izola–Piran, ki bo obalno cesto razbremenila tranzitnega prometa proti Hrvaški. Začne se pri priključku Koper-center, končala pa se bo po izvozu iz predora Lucan s krožiščem v Luciji.

## Zgodovina
Hitra cesta H6 je bila na odseku od priključka Koper-center do priključka Semedela zgrajena že leta 1981 kot del "obalne ceste". Leta 2006 je bil večji del tega odseka podvržen rekonstrukciji in je predstavljal pričetek gradnje novega odseka Koper(Semedela)–Izola. Rekonstrukcija je bila končana junija 2009. Skupaj s hitro cesto je bila urejena tudi obala s pešpotmi in kanal za parkiranje manjših plovil. Odsek Koper (Semedela) – Izola so predali v uporabo junija 2015, ko je bil dokončan dvocevni predor Markovec dolžine 2143 m (desna cev) in 2175 m (leva cev). Nadaljnji odseki so še v različnih fazah planiranja.

## Značilnosti
Gradbeni odsek Koper–Izola je dolg 5,2 km in se je začel s priključkom Semedela ter se bo končal za priključkom Izola, ko se naveže na obstoječo štiripasovnico. Od mostu čez Semedelski kanal se vzpenja, preide v predor Markovec, po izhodu iz predora pa na izolski strani poteka po obrobju doline Pivol, kjer je na industrijskem območju Izole zgrajen priključek Izola. Prečni prerez znaša 20,40 m in ima štiri vozne pasove širine 3,5 m, robne pasove po 0,35 m, bankini širine 1,5 m ter srednji ločilni pas širine 3,0 m. Na cesti ni predvideno cestninjenje.

### Priključki
- Koper center
- Koper Semedela
- Izola

### Predor
- dvocevni predor Markovec (2143 m/2175 m)

### Drugi objekti
- 5 podvozov
- 4 nadvozi
- 3 mostovi

## Odsek Izola–Jagodje–Lucija z odcepom v Piran
Na odseku bodoče hitre ceste je bil najprej leta 1982 zgrajen izvennivojski priključek Ruda (Izola). Kot dvopasovnica je bil nato leta 1988 zgrajen del od priključka Ruda do Jagodja v dolžini 4,9 km. Zgrajeno je bilo tudi več deviacij lokalnih cest ter obojestranski bencinski servis.
Junija 1999 je bila dvopasovnica razširjena v štiripasovnico v dolžini 2,3 km tega odseka in sicer od bodočega novega priključka za Izolo, ki je v gradnji, dalje. Priključek Ruda je po izgradnji hitre ceste ostal lokalnemu prometu. 
Vsi nadaljnji deli hitre ceste bodo zgrajeni v skladu z dinamiko izvajanja nacionalnega programa in v skladu z Uredbo o državnem lokacijskem načrtu za odsek Jagodje–Lucija, s priključno cesto za Piran (Ur.l. RS št. 76/2008). Na delu hitre ceste H6 so predvideni:

### Priključki
- Jagodje (v načrtu)
- Lucija (v načrtu)
- priključna cesta za Piran (v načrtu)

### Predor
- dvocevni predor Lucan (1075 m/1085 m) (v načrtu)

### Viadukt
- Jagodje (455 m/459 m) (v načrtu)

Na priključni cesti za Piran, ki bo dolga 2,2 km in bo dvopasovnica, pa sta predvidena še predor Valeta dolžine 893 m in viadukt Valeta dolžine 220 m.

### Začetek gradnje
Začetek gradnje zadnjega odseka HC H6 je predviden v letu 2016 oziroma 2017 in končano v letu 2019.